# Сичики (страва)
Сичики, або Си́чікі — це українська автентична пісна горюнська страва, яка готується із квасолі, сала і цибулі. Поширена у селі Линове, що на Конотопщині Сумської області.

## Технологія приготування
Сичики готують із квасолі, сала та цибулі. Для приготування відварюють квасолю, готують піджарку – смажать дрібно нарізане сало, додають цибулі і підсмажують. Усе разом товкуть і формують кульки, подають до столу.

## Музей
Більш докладно із традиціями горюнської кухні можна ознайомитися у Музеї горюнської культури, який діє з 2017 року у селі Нова Слобода Сумської області.

## Поширення у засобах масової інформації
Ресторатор Денис Полак у проєкті "Сковорода. Гастробайки" розповів про рецепт сичиків, щоб їх змогла приготувати кожна господиня.

## Дивитись також
- Вінегрет
- Шкварки
- Горохова каша
- Банош.